# DHL Supply Chain

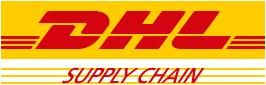
Früheres Logo mit Divisionsnamen

DHL Supply Chain ist ein Geschäftsbereich der Deutschen Post und mit rund 146.000 Mitarbeitern sowie einen Umsatz von mehr als vierzehn Milliarden Euro im Jahr 2017 das größte Unternehmen im Bereich der Kontraktlogistik mit weltweiter Präsenz.

## Geschichte
Das Unternehmen wurde im Jahr 2000 unter dem Namen Exel mit Sitz in Bracknell bei London gegründet und 2005 von der Deutschen Post für 5,5 Mrd. Euro übernommen. Chief Executive John Allan, der den britischen Logistikkonzern aufbaute, wechselte 2006 in den Vorstand der Deutschen Post und leitete dort bis Juni 2009 die Ressorts Finanzen und „Global Business Services“.
Der Bereich Supply Chain wurde von März 2008 bis März 2014 von Bruce A. Edwards geleitet. Am 10. März legte er sein Vorstandsmandat nieder, um in den Ruhestand zu treten. Der US-Amerikaner John Gilbert wurde zu seinem Nachfolger berufen. Am 1. Oktober 2019 wurde Oscar de Bok als CEO der DHL Supply Chain ernannt, nachdem John Gilbert das Unternehmen aus persönlichen Gründen verlassen hatte.